# فرنسوا بيير
فرنسوا بيير (بالفرنسية: François-Joachim de Pierre de Bernis) (و. 1715 – 1794 م) هو دبلوماسي، وكاتب، وكاهن كاثوليكي، وشاعر فرنسي، وكان عضوًا في أكاديمية اللغة الفرنسية (منذ 26 نوفمبر 1744)، توفي في روما، عن عمر يناهز 79 عاماً.

## مناصب
تولى منصب cardinal-bishop ‏، Roman Catholic Suburbicarian Diocese of Albano ‏ (18 أبريل 1774–3 نوفمبر 1794)
- رئيس الاساقفة
- الكاردينال
- أسقف كاثوليكي.

## التعليم
تعلم في مدرسة لويس الكبير الثانوية.

## جوائز
حصل على جوائز منها:
- Commander of the Order of the Holy Spirit ‏
- فارس ترتيب سانت ميشيل.

## روابط خارجية
- فرنسوا بيير على موقع الموسوعة البريطانية (الإنجليزية)